# Daïra de Miliana
Ne doit pas être confondu avec Daïra de Khemis Miliana.
La daïra de Miliana est une circonscription administrative algérienne située dans la wilaya d'Aïn Defla. Son chef-lieu est situé sur la commune éponyme de Miliana.

## Communes
La daïra regroupe les deux communes de Miliana et Ben Allal.